# 재발성 각막 미란
재발성 각막 미란(再發性角膜糜欄, recurrent corneal erosion) 또는 재발성 각막 상피 미란(再發性角膜上皮糜欄)은 각막의 상피 세포의 가장 바깥층이 기저막(보우만막)에 달라붙지 못하는 것이 특징인 눈병이다. 이 질병은 견딜 수 없을 정도로 통증이 심한데, 그 이유는 이러한 세포가 소실될 경우 예민한 각막 신경이 노출되기 때문이다. 이 질병은 극심한 빛 노출로 인한 눈부심으로 말미암아 환자의 눈을 일시적으로 멀게 만들 수 있다.

## 증상
심각한 급성 눈통증, 이물감, 눈부심이 반복적으로 찾아오며, 수면 중이나 깨어나는 동안 눈꺼풀을 문지르거나 열 때 눈물이 종종 발생한다.

## 병인
각막 찰과상이나 각막 궤양과 같은 이전의 각막 손상의 역사가 종종 있지만, 각막 질병이나 각막 디스트로피로 인해 발생할 수도 있다. 기저막 이영양증과 같은 다른 질병으로 인해 각막 미란을 경험할 수 있다.

## 같이 보기
- 각막 궤양